# Carla Overbeck
Pour les articles homonymes, voir Overbeck.
Carla Overbeck, née Carla Werden à Pasadena le 9 mai 1968, est une joueuse américaine de soccer. Elle évolue au poste de défenseur.

## Biographie
Elle est internationale américaine à 168 reprises de 1988 à 2000. Elle est sacrée championne olympique en 1996, vice-championne olympique en 2000, championne du monde en 1991 et 1999 et troisième de la Coupe du monde 1995.